# 582 pr. n. št.

## Rojstva
- Pitagora, grški filozof, matematik, mistik († 496 pr. n. št.)